# S.N.P.J.
S.N.P.J.はアメリカ合衆国 ペンシルベニア州ローレンス郡の行政区（ボロ）の一つ。1977年の設立時の人口は13人。ペンシルベニア州の正式な行政区としては人口最小。独立の目的として、公式には別のものが提出されているが、実際には条例で禁止されている酒類を週末のパーティーで提供するためだったと言われている。
S.N.P.J.はスロベニア国民福利厚生協会 (Slovenska Narodna Podporna Jednota) の略だが、行政区としてのS.N.P.J.はこの協会が運営するレクレーションセンターであり、協会本部ではない。
ペンシルベニア州法は1992年に改正され、行政区が独立するためには最低500人が必要であるとされた。しかしS.N.P.J.は既得権として、有権者が存在する限りは存続が認められている。
登録上の人口は年により12～19人と変動している。

## 歴史
スロベニア国民福利厚生協会は、この土地を1966年に購入した。
1977年、スロベニア国民福利厚生協会は、このレクレーションセンターの敷地をノース・ビーバー・タウンシップから独立した自治体として認めるよう申請した。独立の目的は「（スロベニア人共同体を）独自のペースで発展させ、外部の影響を受けないようにすること(develop at its own pace and remain free from outside influences)」とされた。独立反対運動も起こったが、7月26日に裁判所の判断で独立が認められた。設立時の人口は13人だった。設立以来、この行政区に独自の条例はなく、独自の徴税もない。警察や消防などはノース・ビーバー・タウンシップの設備に依存している。
しかし実際の設立目的は、このレクレーションセンターがあったノース・ビーバー・タウンシップの条例を逃れて、週末のパーティーで酒類を提供することだったと言われている。1982年9月のUPI通信社の記事には「主に酒類提供の免許を取得するために誕生した（Born largely out of the need for a liquor license）」と書かれている。ただし同じUPIの記事には当時のS.N.P.J.市長のコメントとして「設立はスロベニア人コミュニティを作るのが目的であり、酒類の提供は少し後のことである」と書かれている。この1982年時点の人口は11人。年間予算350ドルだった。なお、ノース・ビーバー・タウンシップで禁止されているのは日曜日の酒類の販売のみであり、飲酒自体は禁止されていない。S.N.P.J.が独立して酒類が販売されるまでは、パーティー参加者が持参していた。
1988年の市長はJoe Cvetas。ワシントン・ポストは「ポルカ以外は何もしない町」としてこの町を紹介している。
2000年米国国勢調査の際は、S.N.P.J.自治体からは人口大人12人、子供2人と報告されていたが、調査員が訪れたときにたまたま全員留守だったため、一度は人口0とされた。

### 市長
- Pat Chiaro (1981, 1982)[5]
- Joe Cvetas (1988)[6]
- Gerald Sankovich (2019)[7]

## 人口動態
住民は少ないが、毎年7月の第2週末に、10,000人を超える人々がスロベニアフェストのためにSNPJに集まる。

## 設備
SNPJレクレーションセンターのウェブサイトによれば、1965年に開設し、SNPJメンバーが日帰りから数カ月の滞在まで利用している。20エーカー (8.1 ha)の湖、60のキャビンがある。
1976年にスロベニア博物館が開館しており、1904年以来のSNPJの歴史の記録が展示されている。